# Hoogdruk boardsnede
Hoogdruk boardsnede is een hoogdruktechniek waarbij hardboard wordt gebruikt om de tekening uit te gutsen. Vanwege het relatief zachte materiaal is het niet mogelijk om fijne detaillering aan te brengen waardoor de afdrukken minder complex kunnen zijn dan bij de houtsnede.
Fon Klement heeft in zijn werk veel gebruikgemaakt van de hoogdruk boardsnede.